# Principe de symétrie
Le principe de symétrie, dans l’étude sur les sciences (STS -  Science and Technology Studies), est une recommandation méthodologique portant sur la manière d’aborder la dynamique des sciences. [réf. nécessaire] En fait, plusieurs principes de symétrie ont été proposés au cours du temps.

## Le grand partage au fondement de l'asymétrie
Depuis le XVIIe siècle, les sciences se sont institutionnalisées comme une activité sociale distincte dans la société. Selon certains auteurs (p.ex. Lévy-Bruhl), elles sont aussi une forme de pensée distincte, positive, objective, rationnelle et universelle, radicalement différente des autres formes de savoir, prélogiques, irrationnelles et socialement déterminées. C’est l’hypothèse du « grand partage » . Les connaissances produites par les sciences s’expliquent alors de façon spécifique : par la nature (naturalisme), la logique (logicisme) ou l’expérience (empirisme, inductionnisme et vérificationnisme). Leur validité ne dépend pas de la société. Selon Popper, les connaissances scientifiques peuvent avoir une origine sociale, mais le raisonnement logique et la méthode scientifique permettent d’opérer un tri entre ce qui est scientifique (ce qui peut être infirmé, ce dont on peut se donner les moyens de vérifier la vérité par exemple par un montage expérimental) et ce qui ne l'est pas (une idéologie, dit Popper, a toujours raison, car elle contient ses propres réfutations). Pour le philosophe Lakatos, des propositions ont une validité objective et indépendante du contexte ; une fois les obstacles psychologiques et sociaux levés, la logique interne du développement scientifique s’impose. Pour ces auteurs, comme pour Hollis, la connaissance scientifique s’explique d’une façon tandis que l’erreur et la croyance irrationnelle nécessitent une autre explication (sociale notamment). Ces auteurs s’appuient sur l’élégance, la clarté et la rationalité d’une expérience afin de justifier le succès de celle-ci. Des résultats ou des conclusions scientifiques sont jugés vrais à cause de la rigueur et de la beauté de la méthode utilisée. Cette explication repose sur des paramètres internes du problème tandis que les croyances s’expliquent par des phénomènes psychologiques et sociaux.
D’autres auteurs, comme Bloor, voient dans cette approche un traitement asymétrique des savoirs en fonction de leur succès ; ceux qui sont reconnus comme scientifiques sont expliqués par des causes internes (méthode, logique), les autres sont dénoncés comme étant des croyances et expliqués par des causes externes (société). L’analyse des savoirs est ainsi asymétrique ; elle change de point de vue en fonction de leur succès ou échec.

## Le principe de symétrie selon Bloor
En énonçant le principe de symétrie, David Bloor s’attaque aux dissymétries flagrantes dans certaines analyses des sciences où la rationalité, l'élégance et la clarté d'une démonstration suffiraient à expliquer le succès, alors que l’échec serait expliqué par des paramètres différents, tels que l’influence sociale.
Le principe de symétrie de Bloor tente de remédier à ce genre de situation en proposant des lignes directrices pour l’analyse des savoirs et du succès ou de l’échec d’une découverte, en considérant de la même manière les paramètres internes et externes dans les deux cas. Il cherche à expliquer comment des affirmations finissent par s’imposer comme savoir scientifique. Il tente d’expliquer le mécanisme de construction des connaissances en s’appuyant sur un principe de méthode qui impose que tout propos (scientifique ou non) soit vérifié par tous les aspects, soit scientifique, social et culturel. Ainsi, ce principe de symétrie stipule que toute connaissance doit être traitée symétriquement.
Le principe de symétrie est formalisé en premier par David Bloor ; il est le troisième élément du « programme fort » qui cherche à expliquer le fait qu’une découverte soit socialement acceptée ou réfutée, qu’elle soit vue comme une connaissance ou une croyance ; tous les mêmes types de causes doivent être évoqués. Il ne dit pas que les connaissances et les croyances sont égales et n’exclut pas la mise en évidence des différences, mais explique plutôt qu’il est primordial d’utiliser les mêmes instruments d’analyse afin de traiter ces éléments malgré leurs polarités. Autrement dit, les théories scientifiques doivent être autant expliquées par les données empiriques tirées de la nature que par des facteurs psychologiques et sociaux. De la même façon, les théories non scientifiques, telles que les religions ou les croyances, doivent également avoir recours à ce type d’explication. Ainsi, il faut prendre une certaine distance par rapport à nos présupposés culturels qui font état du vrai et du faux.
Depuis son arrivée, le principe de symétrie de Bloor a nourri plusieurs débats, particulièrement chez les rationalistes, tels que Popper, Lakatos, Hollis et Bourdon, puisque leurs études des controverses est radicalement différentes. De plus, plusieurs épistémologues et sociologues, tels que Alan Sokal, ne tolèrent pas ce principe puisqu’à première vue il conduit au relativisme et à la remise en cause de l’existence de la vérité. Le principe de Bloor place tous les arguments sur un point d’égalité et implique que l’explication d’une controverse peut-être recherchée dans n’importe quelle direction. Ainsi, il peut amener à croire « qu’il n’y a aucune vérité absolue » or selon les diffamateurs du relativisme cela est trivialement autocontradictoire. Cependant, ce relativisme repose sur une mauvaise compréhension du principe de symétrie : en réalité, ce principe ne dit en aucun cas que "tout se vaut", mais stipule qu'il faut faire comme si tout se valait, c'est une règle méthodologique. La raison n'est pas remise en cause, puisqu'en fait, elle se construit au cours du débat. L'application du principe de symétrie permet une description concrète (réaliste), et non spéculative, de la raison. Ce principe prend le contrepied du rationalisme de certains épistémologues ou sociologues proches de la philosophie des sciences. C'est le seul principe méthodologique qui permette de parvenir à une connaissance réaliste du processus de construction des connaissances, i.e. du processus de construction d'un paradigme. Par le principe de symétrie, on entre dans le contenu de la controverse scientifique sans supposer l'issue comme acquise et on montre alors l'historicité du processus d'élaboration de la connaissance scientifique.

## Le principe de symétrie généralisée selon Callon-Latour
Alors que Bloor limite son principe de symétrie à expliquer avec les mêmes arguments les échecs et les succès, Michel Callon et Bruno Latour généralisent ce principe en indiquant qu’il est également nécessaire de traiter symétriquement la nature et la société.
Selon Callon-Latour, la science et la société sont à expliquer ; elles ne sont pas les ingrédients donnés a priori qui permettent d’expliquer les faits en combinant plus ou moins ces deux types de causes. Il ne s’agit plus de faire état de la société qui traverse la science ni de l’impact de la science sur la société, mais bien de voir cela comme un tout. Il s’agit plutôt d’étudier comment les pratiques modernes distribuent propriétés naturelles et sociales afin de produire ce monde dans lequel humains et non-humains sommes tous engagés. La nature et la société ne sont pas des entités séparées et on doit décrire leurs actions avec le même langage.
Deux principes de symétrie fondent donc la théorie de l'acteur-réseau : le principe de symétrie Nature-Société, et le principe de symétrie Humain-Non-Humain. D'autres propositions, d'ordre secondaire, ont été proposées par la suite, comme celle portant la symétrie attachement-détachement.

### Principe de symétrie Nature-Société
L’état de la nature est une résultante ainsi elle ne peut pas être utilisée afin d’expliquer comment et pourquoi une controverse a été close, puisqu’elle doit préliminairement elle-même être expliquée. Autrement dit, la nature et l’état de la société ne justifient rien, car ils doivent eux-mêmes être expliqués.

### Principe de symétrie Humain-Non-humain
La parole des entités Non-humaines tels que les éléments de la nature et les instruments doit être prise en compte. On doit saisir leur présence, mouvement, expression, action et réaction tout comme on le fait avec l’humain. Or certains sociologues ne les considèrent pas.

### Symétrie attachement-détachement
Si les travaux de Michel Callon,, et plus largement des principaux auteurs de l'ANT mentionnent l'importance des processus d'attachement et de détachement dans la construction des réseaux sociotechniques, Goulet et Vinck, en étudiant les phénomènes d'innovation par retrait, soulignent la faible importance qui a été accordée aux processus de détachement comparativement à ceux d'attachement. Ils montrent dans le cas de ces innovations par retrait que le détachement peut même justement est une composante essentielle, avant même la composante d'attachement. Dans le même esprit, Goulet et Le Velly soulignent dans le champ de la sociologie des activités marchandes en situation de concurrence l'importance des activités de détachement. [pas clair]